# بیرخینیا ریمیرس
بیرخینیا ریمیرس (اسپانیایی: Virginia Ramírez‎؛ زادهٔ ۲۲ مه ۱۹۶۴) بازیکن هاکی روی چمن اهل اسپانیا است که در مسابقات کشوری و بین‌المللی در مجموع برندهٔ ۱ مدال طلا شده‌است.